# Coste nivelado de la energía

Coste de energía nivelado promedio no subsidiado (a una tasa de descuento del 12 % en un período de 25 años): con la implementación cada vez más generalizada de fuentes de energía sostenible, los costes de energía sostenible han disminuido, sobre todo para la energía generada por paneles solares. La fuente de datos es Lazard.

El coste nivelado de la energía (LCOE, por sus siglas en inglés de Levelized cost of electricity) es la medida de la media neta del coste actual de la generación de la energía de un generador durante su ciclo de vida. Se usa para la planificación de inversiones y para comparar de forma constante los diferentes métodos para crear energía.
El LCOE representa los ingresos medios por unidad de electricidad generada necesarios para recuperar el coste de la construcción y del funcionamiento de la planta generadora durante una vida financiera y ciclo útil supuestos. Se calcula como el cociente de todos los costes descontados a lo largo del ciclo de vida de la planta generadora de energía entre la suma descontada de la cantidad de energía realmente emitida. Las cifras que se usan se eligen según el estimador. Pueden incluir el coste de capital, el desmantelamiento de la planta, el coste del carburante, operaciones fijas y variables, costes de mantenimiento, costes de financiación y la tasa de uso asumida.

## Presupuestos

### Factor de planta
El factor de planta presupuesto tiene gran importancia a la hora de calcular el LCOE, dado que determina la cantidad real de energía producida para una capacidad instalada en particular. Las fórmulas para calcular el coste por unidad de energía (€/MWh) ya tienen en cuenta el factor de capacidad. En cambio, las fórmulas para calcular el coste por unidad de potencia (€/MW) no lo tienen en cuenta.

### Tasa de descuento
El coste de capital expresado en forma de tasa de descuento es una de las variables más controvertidas de la ecuación del LCOE, dado que afecta enormemente al resultado y varias comparaciones utilizan tasas de descuento arbitrarias sin explicar por qué se ha elegido ese valor.
Las comparaciones con presupuestos de financiación pública, subsidios y coste social del capital tienden a elegir tasas de descuento bajas (3%), mientas que las comparaciones realizadas por bancos de inversión privados tienden a presuponer tasas de descuento altas (7-15%). Estas tasas últimas están vinculadas a la financiación comercial con fines de lucro. La presuposición de tasas de descuento bajas favorece a los proyectos de energía sostenible y de energía nuclear, que requieren una inversión inicial elevada pero cuyos costes operacionales son reducidos.
En un análisis de 2020 realizado por Lazard, se observó que la sensibilidad a los factores de descuento variables en un rango del 6%-16% dan diferentes valores del LCOE, pero la ordenación idéntica de los diferentes tipos de plantas eléctricas si las tasas de descuento son las mismas son iguales para todas las tecnologías.

### Usos y limitaciones
Se suele calificar al LCOE como una práctica medida de resumen de la competitividad general de las diferentes tecnologías de generación de energía. No obstante, tiene posibles limitaciones. Durante la toma de decisiones de inversión se consideran las características específicas y regionales de un proyecto, por lo que hay que tener en cuenta muchos otros factores que no siempre aparecen en el LCOE. Una de las posibles limitaciones más importantes del LCOE es que en ocasiones no se ajusta a los efectos del tiempo relacionados al proceso de equiparar la producción de energía con la demanda. Esto puede ocurrir de dos formas:
- Generación programable: la capacidad de sistema de generación de activarse o desactivarse, o de aumentar o disminuir la producción, de forma rápida según los cambios de la demanda.
- La medida en la que el perfil de disponibilidad se equipara o entra en conflicto con el perfil de las demandas del mercado.

Más en específico, si el coste de equiparar el almacenamiento de la energía en la red no se incluye en los proyectos para las fuentes de energía renovable variables tales como la solar o la eólica, puede resultar en la producción de energía cuando el almacenamiento sin red no lo necesite. El precio de esta electricidad puede ser menor que si se generase en otro momento, llegando incluso a ser negativo. Al mismo tiempo, las fuentes de energía variables pueden ser competitivas si están disponibles en los picos de precio y demanda, como en el caso de la energía solar durante los picos de verano del mediodía que se ven en los países cálidos, en los que el aire acondicionado es el mayor consumidor.